# Start Without You
Start Without You è il primo singolo estratto dalla nuova edizione dell'album di debutto della cantante Alexandra Burke.
Il brano è stato scritto da Kristian Lundin, Savan Kotecha, Julian Brunetta e RedOne, che ne ha anche curato la produzione e che in passato aveva già lavorato con la cantante. Per questo brano la cantante ha collaborato con il rapper Laza Morgan. Il singolo è stato pubblicato come download digitale il 5 settembre 2010 ed il giorno seguente come EP.

## Video
Inizialmente per il video musicale era stato pensato qualcosa di molto estivo, infatti verso la fine di giugno erano disponibili sul web alcuni scatti del video che ritraevano la cantante con dei pantaloncini su un camioncino dei gelati.
Qualche settimana prima della pubblicazione del video, è stato deciso un altro tipo di scenario, in cui la cantante è circondata da molti uomini ed esegue una coreografia.

## Tracce
Promo - Digital (Syco - (Sony)
1. Star Without You (Radio Edit - No Rap Version) - 2:48
2. Star Without You (Rap Version) - 3:33

Download digitale
1. Star Without You - 3:33

Digital EP
1. Star Without You - 3:33
2. Star Without You (Stonebridge Club Mix) - 7:04
3. Star Without You (Stonebridge Smokin' Dub) - 6:11

CD singolo
1. Star Without You - 3:33
2. Star Without You (Stonebridge Club Mix) - 7:04

## Classifiche
| Classifica (2010) | Posizione massima |
| ----------------- | ----------------- |
| Belgio (Fiandre)  | 60                |
| Irlanda           | 5                 |
| Paesi Bassi       | 77                |
| Regno Unito       | 1                 |